# Toledo (Illinois)
Toledo è un comune degli Stati Uniti d'America, situato nell'Illinois, nella contea di Cumberland, della quale è anche il capoluogo.